# 1997년 오리콘 1위 싱글 목록
일본에서 한 주간 가장 많이 팔린 싱글은 오리콘 주간 차트에 실리며, 이 차트는 오리콘이 발행하는 잡지 《오리스타》에 개제된다. 판매량은 한 주 동안의 각 싱글의 판매량을 기준으로 오리콘이 종합한다.

## 차트 기록
| 발행일    | 싱글                             | 가수               | 참고                               |
| --------- | -------------------------------- | ------------------ | ---------------------------------- |
| 1월 6일   | (미발표)                         | (미발표)           |                                    |
| 1월 13일  | 「YOU ARE THE ONE」              | TK PRESENTS 코넷토 | 1997년 1월 1위                     |
| 1월 20일  | 「Don't you see!」               | ZARD               |                                    |
| 1월 27일  | 「FACE」                         | globe              |                                    |
| 2월 3일   | 「愛なんだ」                     | V6                 |                                    |
| 2월 10일  | 「スカーレット」                 | 스피츠             |                                    |
| 2월 17일  | 「Everything （It's you）」      | Mr.Children        | 2주 연속, 1997년 2월 1위           |
| 2월 24일  | 「Everything （It's you）」      | Mr.Children        | 2주 연속, 1997년 2월 1위           |
| 3월 3일   | 「CAN YOU CELEBRATE?」           | 아무로 나미에      | 2주 연속 1997년 1위 1997년 3월 1위 |
| 3월 10일  | 「CAN YOU CELEBRATE?」           | 아무로 나미에      | 2주 연속 1997년 1위 1997년 3월 1위 |
| 3월 17일  | 「FIREBALL」                     | B'z                |                                    |
| 3월 24일  | 「サーキットの娘」               | PUFFY              | 2주 연속                           |
| 3월 31일  | 「サーキットの娘」               | PUFFY              | 2주 연속                           |
| 4월 7일   | 「Go! Go! Heaven」               | SPEED              | 1997년 4월 1위                     |
| 4월 14일  | 「本気がいっぱい」               | V6                 |                                    |
| 4월 21일  | 「Give me a shake」              | MAX                |                                    |
| 4월 28일  | 「渚にまつわるエトセトラ」       | PUFFY              |                                    |
| 5월 5일   | 「Hate tell a lie」              | 카하라 토모미      | 3주 연속, 1997년 5월 1위           |
| 5월 12일  | 「Hate tell a lie」              | 카하라 토모미      | 3주 연속, 1997년 5월 1위           |
| 5월 19일  | 「Hate tell a lie」              | 카하라 토모미      | 3주 연속, 1997년 5월 1위           |
| 5월 26일  | 「口唇」                         | GLAY               |                                    |
| 6월 2일   | 「How to be a Girl」             | 아무로 나미에      | 2주 연속, 1997년 6월 1위           |
| 6월 9일   | 「How to be a Girl」             | 아무로 나미에      | 2주 연속, 1997년 6월 1위           |
| 6월 16일  | 「For the Moment」               | Every Little Thing |                                    |
| 6월 23일  | 「ESCAPE」                       | MOON CHILD         |                                    |
| 6월 30일  | 「For the Moment」               | Every Little Thing | 통산 2주                           |
| 7월 7일   | 「大スキ！」                     | 히로스에 료코      |                                    |
| 7월 14일  | 「LOVE IS ALL MUSIC」            | 카하라 토모미      |                                    |
| 7월 21일  | 「Calling」                      | B'z                |                                    |
| 7월 28일  | 「硝子の少年」                   | KinKi Kids         | 3주 연속, 1997년 8월 1위           |
| 8월 4일   | 「硝子の少年」                   | KinKi Kids         | 3주 연속, 1997년 8월 1위           |
| 8월 11일  | 「硝子の少年」                   | KinKi Kids         | 3주 연속, 1997년 8월 1위           |
| 8월 18일  | 「HOWEVER」                      | GLAY               | 2주 연속, 1997년 9월 1위           |
| 8월 25일  | 「HOWEVER」                      | GLAY               | 2주 연속, 1997년 9월 1위           |
| 9월 1일   | 「永遠」                         | ZARD               |                                    |
| 9월 8일   | 「HOWEVER」                      | GLAY               | 3주 연속, 통산 5주                 |
| 9월 15일  | 「HOWEVER」                      | GLAY               | 3주 연속, 통산 5주                 |
| 9월 22일  | 「HOWEVER」                      | GLAY               | 3주 연속, 통산 5주                 |
| 9월 29일  | 「たのしく たのしく やさしくね」 | 카하라 토모미      |                                    |
| 10월 6일  | 「Candle in the Wind」           | 엘튼 존            | 2주 연속                           |
| 10월 13일 | 「Candle in the Wind」           | 엘튼 존            | 2주 연속                           |
| 10월 20일 | 「Liar! Liar!」                  | B'z                | 1997년 10월 1위                    |
| 10월 27일 | 「White Love」                   | SPEED              | 1997년 11월 1위                    |
| 11월 3일  | 「WHITE BREATHE」                | T.M.Revolution     |                                    |
| 11월 10일 | 「White Love」                   | SPEED              | 통산 2주                           |
| 11월 17일 | 「GENERATION GAP」               | V6                 |                                    |
| 11월 24일 | 「愛されるより 愛したい」        | KinKi Kids         | 2주 연속, 1997년 12월 1위          |
| 12월 1일  | 「愛されるより 愛したい」        | KinKi Kids         | 2주 연속, 1997년 12월 1위          |
| 12월 8일  | 「Dreaming I was dreaming」      | 아무로 나미에      |                                    |
| 12월 15일 | 「White Silent Night」           | 샤즈나             |                                    |
| 12월 22일 | 「愛されるより 愛したい」        | KinKi Kids         | 2주 연속, 통산 4주                 |
| 12월 29일 | 「愛されるより 愛したい」        | KinKi Kids         | 2주 연속, 통산 4주                 |

## 특이 사항
1997년 7월 1위곡은 Le Couple의 「ひだまりの詩」이다.

## 연간 TOP 10
※ 집계: 1996년 12월 2일 - 1997년 11월 24일
- 1위: 아무로 나미에 「CAN YOU CELEBRATE?」
- 2위: KinKi Kids 「硝子の少年」
- 3위: Le Couple 「ひだまりの詩」
- 4위: globe 「FACE」
- 5위: SPEED 「STEADY」
- 6위: 이마이 미키 「PRIDE」
- 7위: TK PRESENTS 코넷토 「YOU ARE THE ONE」
- 8위: Mr.Children 「Everything (It's you)」
- 9위: GLAY 「HOWEVER」
- 10위: SPEED 「White Love」